# Albrecht Penck

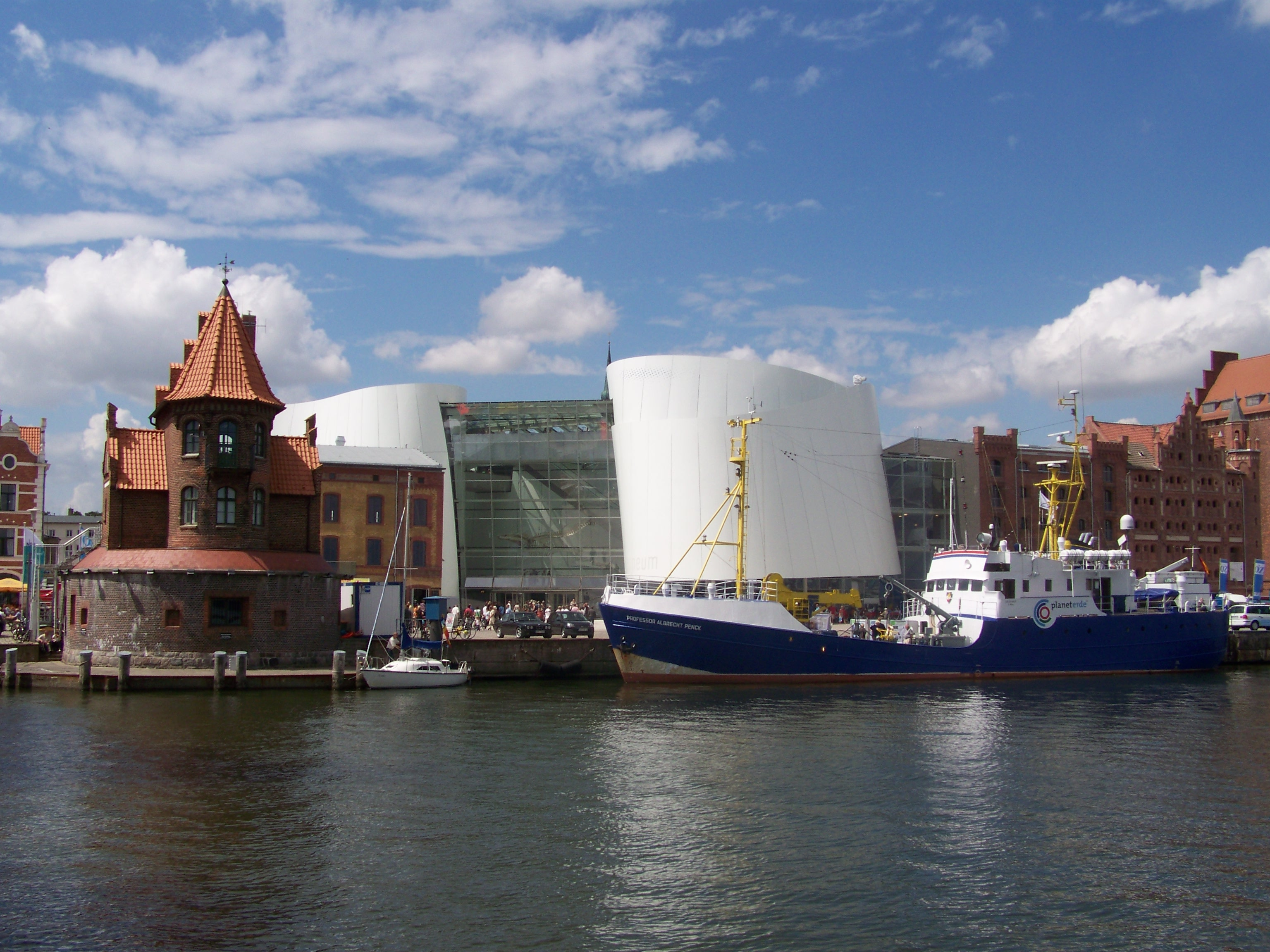
A Professor Albrecht Penck kutatóhajó a stralsundi Ozeaneum előtt

Albrecht Penck (Reudnitz, Lipcse mellett, 1858. szeptember 25. –  Prága, 1945. március 7.) német földrajztudós, geológus, geomorfológus és klimatológus.

## Élete
- 1886-ban nősült meg; felesége Ludwig Ganghofer, a kor sikeres bajor írójának testvére volt.
- 1888-ban született fiuk, Walther Penck, a későbbi földrajztudós, geomorfológus († 1923).

## Szakmai pályafutása
- a Bécsi Egyetem professzora (1885–1906)
- a Berlini Egyetem professzora (1906–1926),
- a Berlini Oceanográfiai és Földrajzi Intézet igazgatója (1906–1922)

## Fontosabb szakmai eredményei
- a pleisztocén eljegesedések korbeosztása (günz-mindel-riss-würm) a Bajor Alpok gleccsereinek vizsgálata alapján, asszisztensével, Eduard Brücknerrel közösen;
- a felszínformák geomorfológiai osztályozása (magát a geomorfológia terminust is ő vezette be);
- hasonlóképp a tillit fogalmát is megalkotta;
- a modern regionális földrajz megalapozása egyebek közt
  - Közép-Európa (Zwischeneuropa) fogalmának megalkotásával) és
  - Friedrich Ratzel „élettér” (Lebensraum) koncepciójának finomításával;
- a nedves (humid), havas (nivális) és száraz (arid) éghajlattípusok megkülönböztetése (és elnevezése).

1891-ben, az V. Nemzetközi Földrajzi Kongresszuson, Bernben ő javasolta a Föld egységes, 1:1 000 000 léptékű térképének megjelentetését. Az első szelvény 1911-ben készült el.

## Fontosabb művei
- társszerzőként: Länderkunde des Erdteils Europa, hg. unter fachmännischer Mitwirkung v. Alfred Kirchoff, I. rész, 1-2. félkötet; I/1: Európa általában (A. Kirchoff), Közép-Európa (A. Penck), Német Birodalom (A. Penck); I/2: Ausztria-Magyarország (A. Supan), Svájc (J. J. Egli), Hollandia és Belgium (A. Penck); F. Tempsky und G. Freytag, PragLeipzig 1887
- Morphologie der Erdoberfläche (A Föld felszínének morfológiája) 1894 (átdolgozott kiadása 1928)
- Reisebeobachtungen aus Canada: Vortrag, gehalten den 16. März 1898. (útleírás) In: Vorträge des Vereines zur Verbreitung naturwissenschaftlicher Kenntnisse in Wien; 38. Jg. H. 11.
- Breslau: Dargeboten vom Ortsausschusse: Eine Festgabe dem XIII. Deutschen Geographentage: Lage, Natur u. Entwickelung. (Helytörténet.) Breslau, Wiskott Kiadó, 1901
- Albrecht Penck, Eduard Brückner: Die Alpen im Eiszeitalter (Az Alpok a jégkorszakban), 3 vol. (1901–1909)

## Emlékezete
- Róla nevezték el a Keleti-tenger Kutatóintézet kutatóhajóját.
- Az Antarktiszon egy gleccsert neveztek el róla (déli szélesség 76°40′, keleti hosszúság 162°20′)